# ФК Подриње Тршић
ФК Подриње је фудбалски клуб из Тршића, општина Зворник, који се такмичи у оквиру Регионалне лиге Републике Српске у фудбалу — Исток.

## Историја
Клуб је основан 1971. године у СФР Југославији. Оснивач клуба је Мјесна заједница Тршић, а један од иницијатора оснивања клуба, као и већине других фудбалских клубова на општини Зворник, био је истакнути спортиста, сада спортски радник Обрен Екмеџић. Први Предсједник клуба био је Цвијан Стевановић, а потпредсједник Глигор Аћимовић.
Од запажених фудбалера седамдесетих година година, издвајају се голман Саво Зекић (касније члан ФК Дрина Зворник и ФК Сарајево), Слободан Чалмић, Петко Панић, Марко Зекић (први капитен), Славко Стевановић, Неђо Стјепановић, Ивица Ивановић, Бошко Милић, Мићо Јовић, Драган Марковић, Ратко Јовић, Ратко Таборин, Секула Пантић, Халим Нукић и многи други.
Осамдесетих година запажену улогу су имали фудбалери: голман Радиша Зекић (био члан ФК Борац Травник), Миладин Аћимовић (ФК Дрина Зворник), Сретен Зекић (ФК Дрина и ФК Слобода ТЗ), Миленко Панић (ФК Дрина), Мићо Панић, Славко Зекић, Драган Јовић, Слободан Јовић, Милинко Лазић и други. Предратну и послијератну генерацију чинили су: Зоран Бајић (ФК Дрина), Мелентије Стевановић (ФК Бечеј), Мирко Ристић, Дамјан Радић, Миливоје Марковић, Драган Стевановић, Раде Аћимовић (ФК Дрина ЗВ и ФК Дрина ХЕ Вишеград), Фикрет Лимић и други.
Кроз клуб су прошли и многи фудбалери који су као појачања долазили из других клубова, а свакако треба поменути голмана Јусуфа Малагића који је 70-их година дошао из Подриња из Јање, затим 80-их и 90-их година Мићо Васиљевић (Челопек), Станислав Ерић (Челопек), Милисав Дендић (Челопек), Лазо Петровић (Трновица), Милутин Секулић (ФК Младост Борина), Давор Мишковић, Миладин Перушиновић, Горан Драгутиновић и многи други.
Током 4 деценија постојања клуба, као Предсједници су се појављивали, осим првог поменутог, Милисав Лукић, Милисав Аћимовић, Цвјетко Јовић, Зоран Зекић, Споменка Стевановић, Гавро Аћимовић, Милисав Бошњаковић и други, а садашњи и актуелни Предсједник је Радивоје Аћимовић.
Прве фудбалске кораке у Подрињу су пружили и сада успјешни фудбалери, Мирослав Стевановић (ФК Дрина Зворник, ФК Војводина НС, Севиља, Ђер, Жељезничар Сарајево, сада Швајцарски Сервет), Немања Стевановић (ФК БАСК Београд, Чукарички, сада Партизан) као и Александар Јовић (бивши голман Војводине и Зете)који је прекинуо каријеру због болести. Од оснивања клуба 1971. године, Подриње је почело такмичење у тадашњој Општинској лиги Зворник, и већ 1973. године заузима 1. мјесто и пласира се у виши ранг (Подручна лига Тузла) и до 1992. године а након реорганизације лиге Подриње се такмичило у Међуопштинској лиги Тузла (МОЛ Тузла).
Послије петогодишње паузе (због ратних дешавања у БиХ), Подриње се поново активира у јесен 1997. године и започиње такмичење у тадашњој Трећој лиги ПФС Бијељина, и као другопласирана екипа (иза Полета Кравица а испред Дрина Амајлије)пласира се у тадашњу Другу лигу ФС РС - група Бијељина, гдје се задржава до сезоне 1998/99, када се сели у нижи ранг (Трећа лига, група Зворник)те поново 2004/05 године након освојеног 1. мјеста улази у Другу лигу ФС РС-група Југ, гдје се задржава пуне четири сезоне, и од 2009/10 па до данас се такмичи у Регионалној лиги ФС РС-група Исток.
ФК Подриње од 2007. године почиње да слави и Крсну Славу клуба „Аранђеловдан“, а посвећену тројици бивших фудбалера (Мирку Ристићу, Драгану Марковићу-Крњи и Мићи Мићићу) који су свој живот дали у протеклом одбрамбено-отаџбинском рату, а на иницијативу тадашњег предсједника Скупштине Томислава Аћимовића. Први кум Славе (2007—2011) био је сада покојни Анто Петровић, кум Славе за 2012 годину је био први Предсједник клуба Цвијан Стевановић, за 2013. годину за кума Славе именован је Томислав Аћимовић, 2014. године кум Славе је био Славко Аћимовић, 2015 године Милорад Аћимовић - Гуто, 2016 године кумови су били Миливоје Марковић-Тика и Милан Мирковић-Мигоња, 2017-е Драган Петровић-Черчек, 2018-е Милисав Бошњаковић-Мрчо (бивши предсједник клуба), а кумство за 2019 годину је преузео Горан Стевановић (бивши голман Подриња и отац Мирослава Стевановића).
У склопу ФК Подриње, од 2005. године успјешно је функционисала и школа фудбала „Р-Б-Р“, на чијем челу су били Рајо Новаковић, Раде Аћимовић (сада фудбалски судија) и Бранислав Максимовић, гдје је већина садашњих фудбалера прошла кроз ову школу.

## Састав тима у сезони 2018/19
| Бр. |                     | Позиција | Играч               |
| --- | ------------------- | -------- | ------------------- |
| 1   | Босна и Херцеговина | Г        | Славољуб Цвјетковић |
| 2   | Босна и Херцеговина | О        | Жарко Јанковић      |
| 3   | Босна и Херцеговина | О        | Милан Тешић         |
| 4   | Босна и Херцеговина | О        | Миралем Делибајрић  |
| 5   | Босна и Херцеговина | О        | Љубиша Јовановић    |
| 6   | Босна и Херцеговина | О        | Милан Стевановић    |
| 7   | Босна и Херцеговина | Н        | Бојан Стевановић    |
| 8   | Босна и Херцеговина | С        | Војислав Стевановић |
| 9   | Босна и Херцеговина | Н        | Глигор Аћимовић     |
| 10  | Босна и Херцеговина | С        | Дејан Лукић         |

| Бр. |                     | Позиција | Играч             |
| --- | ------------------- | -------- | ----------------- |
| 11  | Босна и Херцеговина | О        | Славко Аћимовић   |
| 12  | Босна и Херцеговина | Г        | Немања Петровић   |
| 13  | Босна и Херцеговина | О        | Душко Аћимовић    |
| 14  | Босна и Херцеговина | С        | Игор Аћимовић     |
| 15  | Босна и Херцеговина | С        | Мирко Симић       |
| 16  | Босна и Херцеговина | О        | Данијел Аничић    |
| 17  | Босна и Херцеговина | О        | Небојша Аћимовић  |
| 18  | Босна и Херцеговина | С        | Жељко Крстић      |
| 19  | Босна и Херцеговина | С        | Немања Максимовић |
| 99  | Босна и Херцеговина | Г        | Стефан Ристић     |

## Резултати
- Трећа лига Републике Српске у фудбалу — група Зворник 2004/05. (1. мјесто)
- Друга лига Републике Српске у фудбалу — Југ 2005/06. (7. мјесто)
- Друга лига Републике Српске у фудбалу — Југ 2006/07. (9. мјесто)
- Друга лига Републике Српске у фудбалу — Југ 2007/08. (8. мјесто)
- Друга лига Републике Српске у фудбалу — Исток 2008/09. (14. мјесто)
- Регионална лига Републике Српске у фудбалу — Исток 2009/10. (6. мјесто)
- Регионална лига Републике Српске у фудбалу — Исток 2010/11. (7. мјесто)
- Регионална лига Републике Српске у фудбалу — Исток 2011/12. (12. мјесто)
- Регионална лига Републике Српске у фудбалу — Исток 2012/13. (9. мјесто)
- Регионална лига Републике Српске у фудбалу — Исток 2013/14. (4. мјесто)
- Регионална лига Републике Српске у фудбалу — Исток 2014/15. (6. мјесто )
- Регионална лига Републике Српске у фудбалу — Исток 2015/16. (2. мјесто )
- Регионална лига Републике Српске у фудбалу — Исток 2016/17. (5. мјесто )
- Регионална лига Републике Српске у фудбалу — Исток 2017/18. (6. мјесто )